# 835-й истребительный авиационный полк
835-й истребительный авиационный полк (835-й иап) — воинская часть Военно-воздушных сил (ВВС) Вооружённых Сил РККА, принимавшая участие в боевых действиях Великой Отечественной войны.

## История наименований полка
За весь период своего существования полк своё наименование не менял:
- 835-й истребительный авиационный полк;
- 835-й смешанный авиационный полк.

## История и боевой путь полка
835-й истребительный авиационный полк начал формироваться 14 апреля 1942 года в составе ВВС Карельского фронта по штату 015/174 на английских самолётах «Харрикейн» на основании Приказа Заместителя НКО СССР № 899 от 12.04.1942 г. По окончании формирования 30 мая 1942 года полк перебазировался на аэродром Африканада и включён в состав ВВС 19-й армии. С 1 июня 1942 года полк в составе ВВС 19-й армии Карельского фронта на самолётах «Харрикейн» приступил к боевой работе по Обороне Заполярья на кандалакшском направлении на фронте от озера Кулос до озера Лейское. С 1 июля полк перебазировался на аэродром Гремяха, где продолжил боевые действия до ноября 1942 года.
20 ноября 1942 года на основании Приказа НКО № 00231 от 10 ноября 1942 года ВВС 19-й армии обращены на формирование 260-й бомбардировочной авиационной дивизии, а 21 ноября в полк влилась эскадрилья на самолётах У-2 и полк переформирован в смешанный по штату 015/256 (одна эскадрилья на «Харрикейнах», вторая — на У-2). Получил наименование 835-й смешанный авиационный полк. Полк вошёл в непосредственное подчинение штаба 7-й воздушной армии Карельского фронта с 25 ноября 1942 года.
5 марта 1943 года полк расформирован в составе 7-й воздушной армии Карельского фронта, личный состав и матчасть использованы для укомплектования частей 7-й воздушной армии.

### Участие в операциях и битвах
- Оборона Заполярья — с 1 июня 1942 года по 5 марта 1943 года.

### В составе действующей армии
В составе действующей армии:
- с 14 апреля 1942 года по 21 ноября 1942 года (как иап);
- с 21 ноября 1942 года по 5 марта 1943 года (как сап).

## Командиры полка
- майор Филиппов[2], 04.1942 — 14.12.1942

## В составе соединений и объединений
| Период        | Фронт (округ)    | армия               | дивизия        | примечание |
| ------------- | ---------------- | ------------------- | -------------- | ---------- |
| 14.04.1942 г. | Карельский фронт | ВВС фронта          |                |            |
| 01.06.1942 г. | Карельский фронт | 19-я армия          | ВВС 19-й армии |            |
| 21.11.1942 г. | Карельский фронт | 7-я воздушная армия |                |            |
| 05.03.1943 г. | Карельский фронт | 7-я воздушная армия |                |            |

## Итоги боевой деятельности полка
Всего за годы Великой Отечественной войны полком:
| Выполнено боевых вылетов | Сбито самолётов в воздухе | Проведено воздушных боёв |
| ------------------------ | ------------------------- | ------------------------ |
| 124                      | 0                         | 7                        |

Свои потери:
| Потеряно самолётов, всего | Погибло лётчиков всего |
| ------------------------- | ---------------------- |
| 7                         | нет данных             |

### Данные о потерях лётного состава
- Лётчик 835-го истребительного авиационного полка старшина Титар Трофим Григорьевич. Погиб в авиационной катастрофе самолёта «Hurricane» 18 июня 1942 года. Похоронен в посёлке Гремяха Кандалакшского района Мурманской области.
- Командир звена 835-го истребительного авиационного полка старший лейтенант Марков Игорь Васильевич. Погиб в воздушном бою на самолёте «Hurricane» 22 октября 1942 года. Похоронен в одиночном захоронении близ посёлка Гремяха Мурманской области (34 км шоссейной дороги Кандалакша — Алакуртти).

## Самолёты на вооружении
| Период                  | Самолёты         | Фото             | Период                  | Самолёты | Фото |
| ----------------------- | ---------------- | ---------------- | ----------------------- | -------- | ---- |
| 14.04.1942 — 05.03.1943 | Hawker Hurricane | Hawker Hurricane | 21.11.1942 — 05.03.1943 | У-2      | По-2 |

## Базирование
| Период                  | Аэродром                       |
| ----------------------- | ------------------------------ |
| 01.06.1942 — 01.07.1942 | Африканда, Мурманская область. |
| 01.07.1942 — 05.03.1943 | Гремяха, Мурманская область.   |